# Bryan Pamba
Pour les articles homonymes, voir Pamba (homonymie).
Bryan Pamba, né le 7 janvier 1992, à Paris, en France, est un joueur franco-ivoirien de basket-ball qui évolue à Rennes URB.

## Biographie
Il est né et a vécu à Paris avant de déménager avec sa famille en banlieue parisienne à Ozoir-la-Ferrière, ville dans laquelle il commence le basket-ball.
Approché par plusieurs équipes de NCAA, Bryan décide de se développer dans les championnats français, afin d’atteindre la Pro A. Remercié par Pau-Lacq-Orthez à l'aube de sa première année espoir, il accepte la proposition de long terme que lui offre Orléans sous la houlette de François Perronet et Philippe Hervé.
C'est ce dernier qui va lancer Bryan dans le bain professionnel et en faire lors la fin de saison 2012-2013, et à la suite de la blessure de Marc-Antoine Pellin, l'un des plus jeunes meneurs français titulaires de la Pro A.
En 2013, il évolue à l'ALM Évreux sous les ordres de Rémy Valin en doublure du meneur américain Ba Walker.
Il rejoint Lille en 2014 puis Nantes en 2017, pour une saison. Après une saison à Nantes, il rejoint la Chorale de Roanne fin décembre pour deux mois en tant que pigiste médical de Mathis Keita. Fin février 2019, il s'engage pour le reste de la saison avec Caen. Sans club en début de saison 2019-2020, Bryan Pamba s'engage comme pigiste médical d'Abdoulaye Mbaye fin novembre. Il quitte le club poitevin le 12 janvier 2020 avec l'arrivée du meneur porto-ricain Manny Ubilla après avoir disputé sept rencontres de Pro B. Il rejoint par la suite Le Portel comme partenaire d'entrainement puis signe le 11 mars 2020 à Pont-de-Cheruy en NM1. La mise en place du confinement et l'arrêt des championnats lors de l'épidémie de covid-19 l'empêche d'honorer ce contrat. Il retrouve finalement la NM1 pour la saison 2020-2021 en signant avec l'Union Rennes, tout juste promu.

## Clubs successifs
- 2009-2013 :  Orléans Loiret Basket (Pro A)
- 2013-2014 :  ALM Évreux Basket (Pro B)
- 2014-2017 :  Lille Métropole Basket (Pro B)
- 2017-2018 :  Hermine de Nantes (Pro B)
- 2019 :  Chorale Roanne (Pro B) 8 matchs
- 2019 :  Caen Basket Calvados (Pro B)
- 2019-2020 :  Poitiers Basket 86 (Pro B) 7 matchs
- 2020-2022 :  Union Rennes Basket 35 (NM1)
- depuis 2022 :  Rouen Métropole Basket (NM1)

## Palmarès
- Finaliste du Championnat d'Afrique de basket-ball 2021 avec l'équipe de Côte d'Ivoire de basket-ball